# ドイツレーシングカー選手権
ドイツレーシングカー選手権（ドイチェ・レンシュポルト・マイスターシャフト、Deutsche Rennsport Meisterschaft, DRM）は、ドイツのスポーツカーおよびツーリングカー選手権。DTMに先立つドイツ国内のトップカテゴリーシリーズと見なされる。

## チャンピオン
| シーズン | チャンピオン               | チーム                           | 使用車                                 |
| -------- | -------------------------- | -------------------------------- | -------------------------------------- |
| 1972     | ハンス＝ヨアヒム・スタック | ザクスピード                     | フォード・カプリ RS                    |
| 1973     | ディーター・グレムザー     | ザクスピード                     | フォード・エスコート                   |
| 1974     | ディーター・グレムザー     | ザクスピード                     | フォード・エスコート                   |
| 1975     | ハンス・ヘイヤー           | ザクスピード                     | フォード・エスコート                   |
| 1976     | ハンス・ヘイヤー           | ザクスピード                     | フォード・エスコート                   |
| 1977     | ロルフ・シュトメレン       | ゲオルク・ルース                 | ポルシェ・935                          |
| 1978     | ハラルド・アートル         | シュニッツァー・モータースポーツ | BMW・320iターボ                        |
| 1979     | クラウス・ルドヴィク       | クレマー・レーシング             | ポルシェ・935 K3                       |
| 1980     | ハンス・ヘイヤー           | ランチア                         | ランチア・ベータ・モンテカルロ・ターボ |
| 1981     | クラウス・ルドヴィク       | ザクスピード                     | フォード・カプリ・ターボ               |
| 1982     | ボブ・ウォレク             | ヨースト・レーシング             | ポルシェ・936                          |
| 1983     | ボブ・ウォレク             | ヨースト・レーシング             | ポルシェ・956                          |
| 1984     | ステファン・ベロフ         | ブルン・モータースポーツ         | ポルシェ・956B                         |
| 1985     | ヨッヘン・マス             | ヨースト・レーシング             | ポルシェ・956                          |